# Sam Cutler-Kreutz
Sam Cutler-Kreutz ist ein US-amerikanischer Filmregisseur, Kameramann und Fotograf, der für und mit seinem Film A Lien für einen Oscar nominiert ist.

## Biografie
Cutler-Kreutz, der auch ein preisgekrönter Regisseur für Werbespots und Musikvideos ist, stellte 2011 den Kurzfilm Where We Must Be vor, bei dem er Regie führte. Darin geht es um eine gescheiterte Schauspielerin, die in einem Freizeitpark anheuert und einen Freund hat, der an Lungenkrebs sterben wird. Ein weiterer Film von Cutler-Kreutz ist der Kurzfilm Rocket Men von 2013, in dem es um Arthur geht, den Direktor eines Planetariums, dem der Staat die Finanzierung für sein Wissenschaftsmuseum entzieht.
Für den Kurzfilm Trust Me von 2019 arbeitete Cutler-Kreutz erstmals mit seinem Bruder David zusammen, er führte Regie bei dem Film, den sein Bruder co-produzierte. Mit dem Kurzfilm Flounder (2022) setzten die Brüder ihre Zusammenarbeit fort. Der Film erhielt mehrere Nominierungen für eine Auszeichnung. Gezeigt werden zwei Freunde seit Kindertagen, die gemeinsam ein gefährliches Ritual durchlaufen, das ihre Freundschaft auf eine harte Probe stellt. Für den 2023 veröffentlichten Kurzfilm A Lien ist das Brüderpaar für den Oscar in der Kategorie „Bester Kurzfilm“ nominiert. Der Film handelt von einem Ehepaar und dessen Tochter, das sich während eines Green Card-Interviews einem gefährlichen Einwanderungsprozess ausgesetzt sieht und das unmenschliche System der US-Einwanderungsbehörde hautnah kennenlernt.
Auch für ihren 2024 veröffentlichten Kurzfilm Trapped wurden die Brüder wiederum ausgezeichnet und mehrfach für Preise nominiert. Darin geht es um einen alleinerziehenden Vater, der Hausmeister einer High School ist und seinen Sohn mit zur Arbeit nehmen muss. Er gerät mit seinem Kind in einen gefährlichen Kreislauf. Der Film stellt schlecht bezahlte Jobs den Privilegien der Eliten gegenüber. 
David und Sam Cutler-Kreutz arbeiten von New York und Los Angeles aus.

## Filmografie (Auswahl)
– Regie, wenn nicht anders angegeben –
- 2011: Where We Must Be (Kurzfilm)
- 2013: Rocket Men (Kurzfilm)
- 2015: Burden (Kurzfilm; Co-Regie)
- 2019: Trust Me (Kurzfilm)
- 2022: Flounder (Kurzfilm)
- 2023: A Lien (Kurzfilm)
- 2024: Trapped (Kurzfilm)

## Auszeichnungen (Auswahl)
2022 Ivano-Frankivsk International Short Film Festival 4:3: 
- nominiert für den Preis der Jury in einem internationalen Wettbewerb für und mit Flounder gemeinsam mit David Cutler-Kreutz

2022 Festival du Court-Métrage de Clermont-Ferrand: 
- nominiert für den Grand Prix in einem internationalen Wettbewerb für und mit Flounder gemeinsam mit David Cutler-Kreutz

2023 Austin Film Festival: 
- nominiert für den Preis der Jury in der Kategorie „Bester Kurzfilm“ für und mit A Lien gemeinsam mit David Cutler-Kreutz

2024 Palm Springs International ShortFest: 
- Gewinner Best U.S. Short für und mit Trapped gemeinsam mit David Cutler-Kreutz

2024 Philadelphia Film Festival:
- Lobende Erwähnung in der Kategorie „Bestes Kurzfilmdrama“ für und mit Trapped gemeinsam mit David Cutler-Kreutz

2024 SXSW Film Festival:
- nominiert für den SXSW Großen Preis der Jury in der Kategorie „Bester Kurzfilm“ für und mit Trapped gemeinsam mit David Cutler-Kreutz
- sowie Gewinner des Spezial-Jury Preises, wie zuvor

Oscarverleihung 2025: 
- Oscarnominierung für und mit A Lien in der Kategorie „Bester Kurzfilm“ gemeinsam mit David Cutler-Kreutz